# Bone Trouble
Bone Trouble (Deutsch etwa Ärger mit dem Knochen) ist ein US-amerikanischer Zeichentrickfilm der Disney-Studios aus dem Jahr 1940. Pluto übernimmt hier zum ersten Mal eine Hauptrolle.

## Inhalt
Eines Morgens machen sich ein paar Spatzen über Plutos Knochen her. Den Verlust akzeptiert, entschließt sich Pluto, der Gemütlichkeit halber, den Knochen seines schlafenden Nachbarhunden Spike zu stehlen. Doch Pluto wird bei seinem Raub bemerkt und gelangt sogleich in eine Hetzjagd. Diese führt die beiden Hunde in einen Spiegelsaal, wo Pluto schließlich Spike erschrecken und den Knochen behalten kann.